# Haruna Kawaguchi
Haruna Kawaguchi (川口 春奈 Kawaguchi Haruna?,  Gotō, Prefectura de Nagasaki; 10 de febrero de 1995) es una actriz y modelo japonesa, representada por la agencia Ken-On. Popular por interpretar los papeles principales de películas como Ouran High School Host Club, POV: Norowareta Film, Zekkyō Gakkyū y Suki-tte ii na yo.

## Filmografía

### Películas
| Año  | Título                                   | Rol              | Notas            | Ref.         |
| ---- | ---------------------------------------- | ---------------- | ---------------- | ------------ |
| 2011 | Moshidora                                | Yuki Miyata      |                  | [ 2 ]        |
| 2012 | POV: Norowareta Film                     | Haruna Kawaguchi | Actriz principal | [ 3 ]        |
| 2012 | Ouran High School Host Club              | Haruhi Fujioka   | Actriz principal | [ 4 ]        |
| 2013 | The Last Chance: Diary of Comedians      | Sakura Kōmoto    |                  | [ 5 ]        |
| 2013 | Zekkyō Gakkyū                            | Kana Araki       | Actriz principal | [ 6 ]        |
| 2013 | The Apology King                         |                  |                  | [ 7 ]        |
| 2013 | Madam Marmalade no Ijō na Nazo: Question | Madam Marmalade  | Actriz principal | [ 8 ]        |
| 2013 | Madam Marmalade no Ijō na Nazo: Answer   | Madam Marmalade  | Actriz principal | [ 8 ]        |
| 2014 | Suki-tte ii na yo                        | Mei Tachibana    | Actriz principal | [ 9 ] [ 10 ] |
| 2014 | Time Trip App                            | Eri Morino       |                  | [ 11 ]       |
| 2016 | Creepy                                   | Saki Honda       |                  | [ 12 ]       |
| 2016 | Nigakute Amai                            | Maki Eda         | Actriz principal | [ 12 ]       |
| 2017 | One Week Friends                         | Kaori Fujimiya   | Actriz principal | [ 12 ]       |
| 2019 | Until I Meet September's Love            | Shiori Kitamura  | Actriz principal | [ 13 ]       |
| 2021 | The Cursed Sanctuary X                   | Kaname Azuma     |                  | [ 14 ]       |
| 2022 | The Way of the Househusband: The Cinema  | Miku Kuroda      |                  | [ 15 ]       |
| 2024 | Migawari Chūshingura                     | Kikyo            |                  | [ 16 ]       |

### Televisión
| Año     | Título                                              | Rol                     | Red      | Notas                                      | Ref    |
| ------- | --------------------------------------------------- | ----------------------- | -------- | ------------------------------------------ | ------ |
| 2009    | Tokyo Dogs                                          | Karin Takakura          | Fuji TV  | 11 episodios                               | [ 17 ] |
| 2010    | Don't Cry Anymore                                   | Ai Tsunoda              | Fuji TV  |                                            | [ 18 ] |
| 2010    | Hatsukoi Chronicle                                  | Mutsuki Yoneya          | BS Fuji  | Actriz principal                           | [ 19 ] |
| 2010    | Bad Boy and Good Girl                               | Rinka Himeji            | TBS      |                                            | [ 20 ] |
| 2010    | Zettai Nakanai to Kimeta Hi: Emergency Special      | Ai Tsunoda              | Fuji TV  |                                            | [ 18 ] |
| 2010    | Nagareboshi                                         | Mizuki Yasuda           | Fuji TV  |                                            | [ 21 ] |
| 2011    | Ouran High School Host Club                         | Haruhi Fujioka          | TBS      | 11 episodios. Actriz principal             | [ 22 ] |
| 2012    | Shirato Osamu no Jikenbo                            | Haruhi Fujioka          | TBS      | Episodio: Shoplifter Part Two              | [ 23 ] |
| 2012    | Hōkago wa Mystery to Tomoni                         | Ryo Kirigamine          | TBS      | Actriz principal                           | [ 24 ] |
| 2012    | Great Teacher Onizuka                               | Miyabi Aizawa           | Fuji TV  | 13 episodios                               | [ 25 ] |
| 2012    | GTO: Demon Rampage in Autumn Special                | Miyabi Aizawa           | Fuji TV  |                                            | [ 25 ] |
| 2013    | GTO: New Year's Special!                            | Miyabi Aizawa           | Fuji TV  |                                            |        |
| 2013    | The Kindaichi Case Files: Hong Kong Murder Case     | Miyuki Nanase / Yan Lan | NTV      |                                            | [ 26 ] |
| 2013    | 3-in-1 House Share                                  | Kaoru Watano            | NTV      | 8 episodios                                | [ 27 ] |
| 2013    | GTO: Conclusion -Graduation Special-                | Miyabi Aizawa           | Fuji TV  |                                            |        |
| 2013    | Galileo                                             | Kanako Mase             | Fuji TV  | Episodio: Guide                            | [ 28 ] |
| 2013    | Ghost Negotiator Tenma                              | Akira Okasaki           | TBS      |                                            | [ 29 ] |
| 2013    | Husband’s Lover                                     | Hoshimi Yamagishi       | TBS      | Actriz principal                           | [ 30 ] |
| 2014    | The Kindaichi Case Files: Prison School Murder Case | Miyuki Nanase           | NTV      |                                            | [ 31 ] |
| 2014    | The Kindaichi Case Files Neo                        | Miyuki Nanase           | NTV      |                                            |        |
| 2014    | Kono Mystery ga Sugoi!                              | Mayu Takigawa           | TBS      | Actriz principal                           | [ 32 ] |
| 2015    | Detective versus Detectives                         | Kotoha Minemori         | Fuji TV  |                                            | [ 33 ] |
| 2016    | Kazoku no Katachi                                   | Akane Irie              | TBS      | Episodio: Saikon o shitai Motoo to Kimyōna | [ 34 ] |
| 2016    | Sakurazaka Kinpen Monogatari: Night 4               | Mina Nagano             | Fuji TV  | Actriz principal: Neighborhood 4           | [ 35 ] |
| 2016    | Juken no Cinderella                                 | Maki Endo               | NHK BS P |                                            |        |
| 2016    | Chef: Three Star School Lunch                       | Haruko Takayama         | Fuji TV  |                                            | [ 36 ] |
| 2016    | Cain and Abel                                       | Haruko Takayama         | Fuji TV  | Cameo, episodio 6                          | [ 37 ] |
| 2017    | My Lover's Secret                                   | Sawa Tachibana          | NTV      |                                            |        |
| 2020    | Gokushufudō                                         | Miku                    | NTV      | 10 episodios                               | [ 38 ] |
| 2020–21 | Awaiting Kirin                                      | Kichō                   | NHK      | 21 episodios. Taiga                        | [ 39 ] |
| 2022    | Chimudondon                                         | Ryōko Higa              | NHK      | Asadora                                    | [ 40 ] |
| 2022    | Silent                                              | Tsumugi Aoba            | Fuji TV  | 11 episodios. Actriz principal             |        |
| 2023    | Hayabusa Fire Brigade                               | Aya Tachiki             | TV Asahi |                                            | [ 41 ] |

## Anuncios
- 2012: Toyota Motor Passo
- 2011: Bridgestone Cycle ALBELT
- 2011: Sony
- 2010: Calbee Jagariko
- 2010: Mitsui Real Estate
- 2010: P&G Pantene
- 2009 - 2010: KDDI LISMO!
- 2009 - 2010: Otsuka Pharmaceutical Pocari Sweat

### Revistas
- Nicola, Shinchosha 1997-, como modelo exclusiva desde 2007 a 2011

### Álbum de fotos
- haruna (20 de marzo de 2012, Wani Books) ISBN 9784847044458
- haruna2 (24 de marzo de 2013, Wani Books) ISBN 9784847045295
- Sonomanma Haruna (31 de marzo de 2014, Tokyo News Service) ISBN 9784863363908
- haruna3 (10 de febrero de 2015, Wani Books) ISBN 9784847047244

## Premios
| Año  | Premio                                   | Categoría            | Trabajo   | Resultado | Ref.   |
| ---- | ---------------------------------------- | -------------------- | --------- | --------- | ------ |
| 2022 | 46 Premios Élan d'Or                     | Newcomer of the Year | Ell misma | Ganadora  | [ 42 ] |
| 2023 | 16 International Drama Festival in Tokyo | Best Actress         | Silent    | Ganadora  | [ 43 ] |